# الاعتراف القانوني بالعلاقات المثلية في السلفادور
لا تعترف السلفادور لا تعترف بزواج المثليين، الاتحاد المدني أو أي شكل أخر من أشكال الاعتراف القانوني بالعلاقات المثلية. تم رفض اقتراح بحظر دستوري لزواج المثليين وتبني المثليين للأطفال مرتين في عام 2006، ومرة أخرى في أبريل 2009 بعد أن رفضت جبهة فارابوندو مارتي للتحرير الوطني منح التدبير الأصوات الأربعة التي يحتاجها للتصديق عليها.
يجب على السلفادور تشريع زواج المثليين، بموجب حكم صادر عن محكمة الدول الأمريكية لحقوق الإنسان 2018، والذي ينص على أن الدول التي صادقت على الاتفاقية الأمريكية لحقوق الإنسان يجب أن تعترف بحالات الزواج هذه.

## تاريخ

القوانين المتعلقة بالمثلية الجنسية في أمريكا الوسطى وجزر الكاريبي.
زواج المثليين
توفر شكل آخر من أشكال الاعتراف القانوني
شراكة غير مسجلة
الاعتراف بزواج المثليين المنعقد في الخارج
لا اعتراف قانوني بالعلاقات المثلية
حظر دستوري على زواج المثليين، عبر تقييد تعريف الزواج في الدستور إلى اتحاد بين رجل وامرأءة فقط
المثلية الجنسية غير قانونية، لكن القانون لايتم تطبيقه
المثلية الجنسية غير قانونية للرجال فقط
المثلية الجنسية غير قانونية للرجال والنساء

### الدعاوى القضائية
في أغسطس/آب 2016، رفع محام في السلفادور دعوى أمام المحكمة العليا في البلاد مطالبة بإلغاء المادة 11 من قانون الأسرة التي تعرف الزواج باعتباره اتحادًا بين رجل وامرأة. وصفت الدعوة القانون بأنه تمييزي وشرح عدم وجود المصطلحات التي تحدد الجنس المستخدمة في المادة 34 من ملخص الدستور للزواج، سعت الدعوى للسماح للأزواج المثليين بالحق في الزواج. في 20 ديسمبر، رفضت المحكمة العليا السلفادورية الدعوى القضائية بسبب خطأ تقني قانوني فيها.
تم تقديم دعوى ثانية ضد حظر زواج المثليين في 11 نوفمبر 2016. في 17 يناير 2019، رفضت المحكمة العليا القضية لأسباب إجرائية.

### المحاولات الدستورية لحظر زواج المثليين
في عام 2006، تم اقتراح تعديل دستوري لحظر الاعتراف القانوني بزواج المثليين. أيد هذا الإجراء الحزب الديمقراطي المسيحي المحافظ، ثم الرئيس أنطونيو ساكا وعدة أحزاب أخرى؛ وهي حزب التغيير الديمقراطي، والجبهة للثورة الديمقراطية وحزب الوفاق الوطني. ولكن تم معارضته، وبالتالي هُزِمَ من قبل جبهة فارابوندو مارتي للتحرير الوطني. فشل الاقتراح في الفوز بما يكفي من الأصوات لتمؤيره رسميًا بسبب معارضة نواب جبهة فارابوندو مارتي للتحرير الوطني.
في حين أن جبهة فارابوندو مارتي للتحرير الوطني عارضت باستمرار محاولات تعديل الدستور لحظر زواج المثليين، مشيرة إلى اعتقادهم بأن مثل هذه القوانين تمييزية، ذكر الحزب أنه لا يعتزم تقنين زواج المثليين.
في 30 أبريل 2009، أقرت الجمعية التشريعية في السلفادور تعديلاً دستوريًا في اللحظة الأخيرة يحظر على الأزواج المثليين الزواج من خلال تعريف الزواج بأنه بين «رجل وامرأة» فقط ويمنعهم من تبني الأطفال. تعهدت مجموعات الحقوق المدنية بمحاربة هذا الإجراء، الذي ما زال يتعين التصويت عليه من قبل فروع الحكومة الأخرى قبل أن يصبح قانوناً. فشل التعديل في نهاية المطاف في نفس الشهر.
في 25 أبريل 2012، تم فرض حظر على زواج المثليين وتبني المثليين للأطفال من قبل الجمعية التشريعية. فشل الإجراء في نهاية المطاف في 8 فبراير 2014، بعد حصوله على 19 صوتًا فقط لصالح التصديق عليه.
في 17 أبريل 2015، تمت الموافقة مرة أخرى على تعديل دستوري لحظر زواج المثليين وتبني المثليين للأطفال في الجمعية خلال قراءته الأولى بأغلبية 47 صوتًا. ولكي يتم إدراج القانون في دستور البلاد بنجاح، كان لا بد من التصديق عليه بأغلبية ثلثي الجمعية، أو 56 من أعضائها البالغ عددهم 84. في نوفمبر 2016، بعد الطعن الدستوري للمحامي ضد حظر زواج المثليين القانوني في البلاد (انظر أعلاه)، جدد بعض النواب المحافظين جهودهم لحظر زواج المثليين دستوريًا.
في يناير 2018، أعلنت المحكمة الدستورية السلفادورية أن التعديل الدستوري المقترح الذي يحظر زواج المثليين غير قانوني، لأنه «تم تمريره بسرعة في الجمعية وصوت عليه على وجه الاستعجال بعد أيام قليلة فقط من الجلسة».

### حكم محكمة الدول الأمريكية لحقوق الإنسان 2018
في 8 كانون الثاني/يناير 2018، قضت محكمة الدول الأمريكية لحقوق الإنسان بأن الاتفاقية الأمريكية لحقوق الإنسان تقضي وتقتضي الاعتراف بزواج المثليين. كان الحكم ملزماً بالكامل لكوستاريكا ويضع سابقة ملزمة في بلدان أمريكا اللاتينية ومنطقة البحر الكاريبي الأخرى بما فيها السلفادور.
في أعقاب هذا الحكم، حثت جماعات الدفاع عن حقوق المثليين في السلفادور الحكومة على الالتزام بهذا الحكم، وتشريع زواج المثليين.

## الرأي العام
وفقًا لاستطلاع عام 2008، أيد 14% من السلفادوريين زواج المثليين، بينما عارضه 80% ولم يقرر 6% منهم.
كشف استطلاع للرأي عام 2010 أن السلفادور كانت فيها أقل نسبة تأييد لتشريع زواج المثليين في أمريكا اللاتينية بنسبة 10%.
وفقًا لاستطلاع أجراه مركز بيو للأبحاث، والذي أجري في الفترة ما بين 9 نوفمبر و 17 ديسمبر 2013، أيد 11% من السلفادوريين زواج المثليين، وعارض 81% ذلك.
أظهر مقياس الأمريكتين لعام 2017 أن 19% من السلفادوريين يؤيدون زواج المثليين.